# Verdel (motorfiets)
Verdel is de naam van een historische Franse motorfiets.

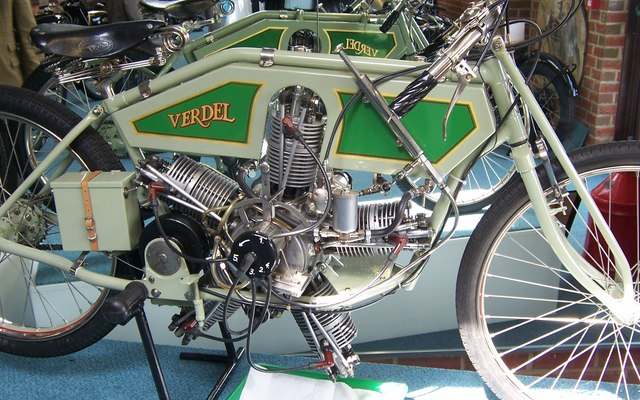

De bedrijfsnaam was Verdel, La Baupaume (La Baupaume-de Calais).
Louis Verdel verkocht al voor de Eerste Wereldoorlog fietsen, Peugeot automobielen, motorfietsen, wapens en naaimachines. Hij construeerde zelf in elk geval één motorfiets, maar dan ook een heel unieke, een 750cc-wegrace-model met vijfcilinder stermotor. Deze ene motorfiets heeft constructiekenmerken die duiden op een bouwjaar vóór de Eerste Wereldoorlog (met name het frame) en de jaren twintig (motorblok). Alle documentatie over de motorfiets is verloren gegaan omdat Verdels bedrijf zowel in de eerste als de Tweede Wereldoorlog in de vuurlinie lag. Het enige bestaande model staat in het Sammy Miller Museum. Sammy Miller schat dat de machine dateert van rond 1912. Verdel had de motor waarschijnlijk bedoeld als vliegtuigmotor, maar vond er geen afzet voor. Toen hij een zwaardere 7-cilinder stermotor maakte lukte dat heel goed: Verdel richtte eind 1912 de "Société des Moteurs Le Rhône" op, een vliegtuigmotorenfabriek die in 1915 fuseerde met de "Société des Moteurs Gnome" waardoor het merk Gnome et Rhône ontstond.

## Motor
De vijfcilinder stermotor had al aluminium cilinders met stalen loopbussen. Bovendien had hij kopkleppen, wat in die tijd zeker vooruitstrevend was. De stermotor stamde dan ook uit de vliegtuigindustrie, waar moderne motoren nodig waren om voldoende vermogen te ontwikkelen om een vliegtuig in de lucht te brengen. Ook was een oliepomp aan boord, die de smeerolie (vanuit een compartiment in de brandstoftank) op de krukastappen, het big-end lager en in het distributiehuis spoot. Daarna werden de cilinderwanden gesmeerd en werd de olie verbrand, een zogenoemd total loss smeersysteem. De carburateur zat rechts van het blok, maar de luchtaanzuigbuis liep naar de linkerkant waar vijf pijpen het brandstofmengsel naar de cilinderkoppen leidden. De boring en de slag bedroegen respectievelijk 56,5 en 59,5 mm, waardoor de cilinderinhoud op 746 cc kwam. Het vermogen zou ca. 35 pk hebben bedragen.

## Rijwielgedeelte
De machine had een karig uitgevoerd frame, zonder enige vorm van vering, met uitzondering van die van het (fiets)zadel. Het frame was waarschijnlijk ooit voor een ander motorblok gebouwd. Er was een naar beneden gebogen (Brooklands drops) stuur gemonteerd, voorzien van een koppelings- en een remhendel, en een gasmanette (de twist grip was al vóór 1914 uitgevonden, maar dat was mogelijk nog niet tot Verdel doorgedrongen). Verdel had al wel een ontstekingsonderbreker gemonteerd. Als hij van de motor viel zorgde een koordje aan zijn pols dat een contactplugje uit het stuur werd getrokken, waarna de motor afsloeg. Er waren twee remmen aan boord, een klein velgremmetje dat op het voorwiel zat en een soort wurgrem op het koppelingshuis die via een pedaal bediend werd.
De tank bevatte 8 liter benzine en in een apart compartiment ook nog twee liter olie. Verder zat er een grote uitsparing in om ruimte te geven aan de bovenste van de vijf cilinders. Naast de tank zat een handpomp om extra olie rond te pompen als de omstandigheden te zwaar werden voor de - eveneens aanwezige - oliepomp in het carter.